# 石坂勇
石坂 勇（いしざか いさむ、1962年9月14日 - ）は、俳優でTHE CONVOY（ザ・コンボイ）のメンバー。
愛称はSAM（サム）。

## 来歴
- 19歳のときに、天宮良に誘われてTap Tipsに入る。
- 1986年、今村ねずみ、瀬下尚人と共にTHE CONVOYを立ち上げ、初期作品より参加。
- THE CONVOY SHOW以外の舞台出演は、時代劇作品が中心となっている。

## 主な出演

### 舞台
- KABUKU 〜寅の巻〜（2006年） - 主演:寅之助役
- MIKOSHI 〜美しい故郷へ〜（2007年）
- ミュージカル劇 「RATS」-今村さんの早期退職-（2007年）
- 幕末侍伝説 CHUJI（2009年）
- 戦国シェイクスピア第2弾「SHINGEN〜風林火山落日〜」（2010年）
- SAZEN（2010年） - 左膳役
- ROCK MUSICAL BLEACH（2011年） - 京楽春水役
- ルドビコ★vol.7「八犬伝」（2011年）
- 戦国婆沙羅伝「石川五右衛門」（2012年）
- ミュージカル 忍者じゃじゃ丸くん（2013年） - じじ丸 役
- 銀河英雄伝説 第三章内乱（2013年）  - オフレッサー 役
- 銀河英雄伝説 第四章 前篇 激突前夜（2013年） - カール・グスタフ・ケンプ 役
- 銀河英雄伝説 星々の軌跡（2015年） - カール・グスタフ・ケンプ 役
- Club SLAZY-Another world-（2016年7月、新宿FACE） - X 役 [1]
- ミュージカル『プリシラ』（2016年12月、日生劇場） - ボブ 役
- 舞台版『心霊探偵八雲 裁きの塔』（2017年） - 恩田秀介 役
- ミュージカル『「また、必ず会おう」と誰もが言った。』（2018年） - 柳下 役
- 忍び、恋うつつ（2019年） - 藤原貴家 役
- ミュージカル「憂国のモリアーティ」Op.3 -ホワイトチャペルの亡霊-（2021年） - ジャック・レンフィールド 役
- うみねこのなく頃に〜Stage of the golden Witch〜（2022年） - 右代宮金蔵 役
- SHINE SHOW！（2022年） - 定岡敏律 役[2]
- CINEMATIC STAGE『危いことなら銭になる』（2023年）[3]
- FINAL FANTASY BRAVE EXVIUS 幻影戦争 THE STAGE（2024年） - オー 役[4]
- NIKKATSU×LEGENDSTAGE CINEMATIC STAGE『東京流れ者』（2024年） - 大塚正人 役[5]
- 聖剣伝説3 TRIALS of MANA THE STAGE（2025年） - 英雄王 / リチャード 役[6][7]

### テレビドラマ
- 昨日・悲別で（1984年）

### 映画
- 『菊次郎の夏』（1999年）
- 『影 KAGE 〜愛のために戦え〜』（2009年）